# Nerkin Bazmaberd
Nerkin Bazmaberd (in armeno Ներքին Բազմաբերդ?, anche chiamato Nerqin Bazmaberd; precedentemente Agdzhakala, Aghjaghala, Nerkin Agdzhakala e Nizhnyaya Agdzhakala) è un comune dell'Armenia di 1 449 abitanti (2010) della provincia di Aragatsotn. La popolazione discende dai rifugiati dell'Armenia Occidentale, occupata dalla Turchia nel 1915.